# حمله هوایی به تئاتر ماریوپول
آفند هوایی به تئاتر ماریوپول در ۱۶ مارس ۲۰۲۲، تئاتر درام منطقه‌ای دونتسک در ماریوپل، اوکراین، در جریان آفند روسیه به اوکراین بمباران شد. بر پایه گزارش‌ها، این تئاتر به عنوان پناهگاه حمله هوایی در طول محاصره ماریوپل مورد استفاده قرار می‌گرفت، که گفته می‌شود در روزهای پیش از ۱۶ مارس، ۱۳۰۰ غیرنظامی را در خود پناه می‌داده است، که آفند هوایی باعث کشته شدن حداقل ۳۰۰ نفر از آنها شد.
اوکراین، نیروهای مسلح روسیه را به بمباران عمدی تئاتری که به غیرنظامیان پناه داده بود متهم کرد. وزارت دفاع روسیه این اتهامات را رد کرد و در عوض گردان آزوف، یک شبه نظامی راست افراطی اوکراینی است را به انفجار ساختمان متهم کرد.

## پیش‌زمینه

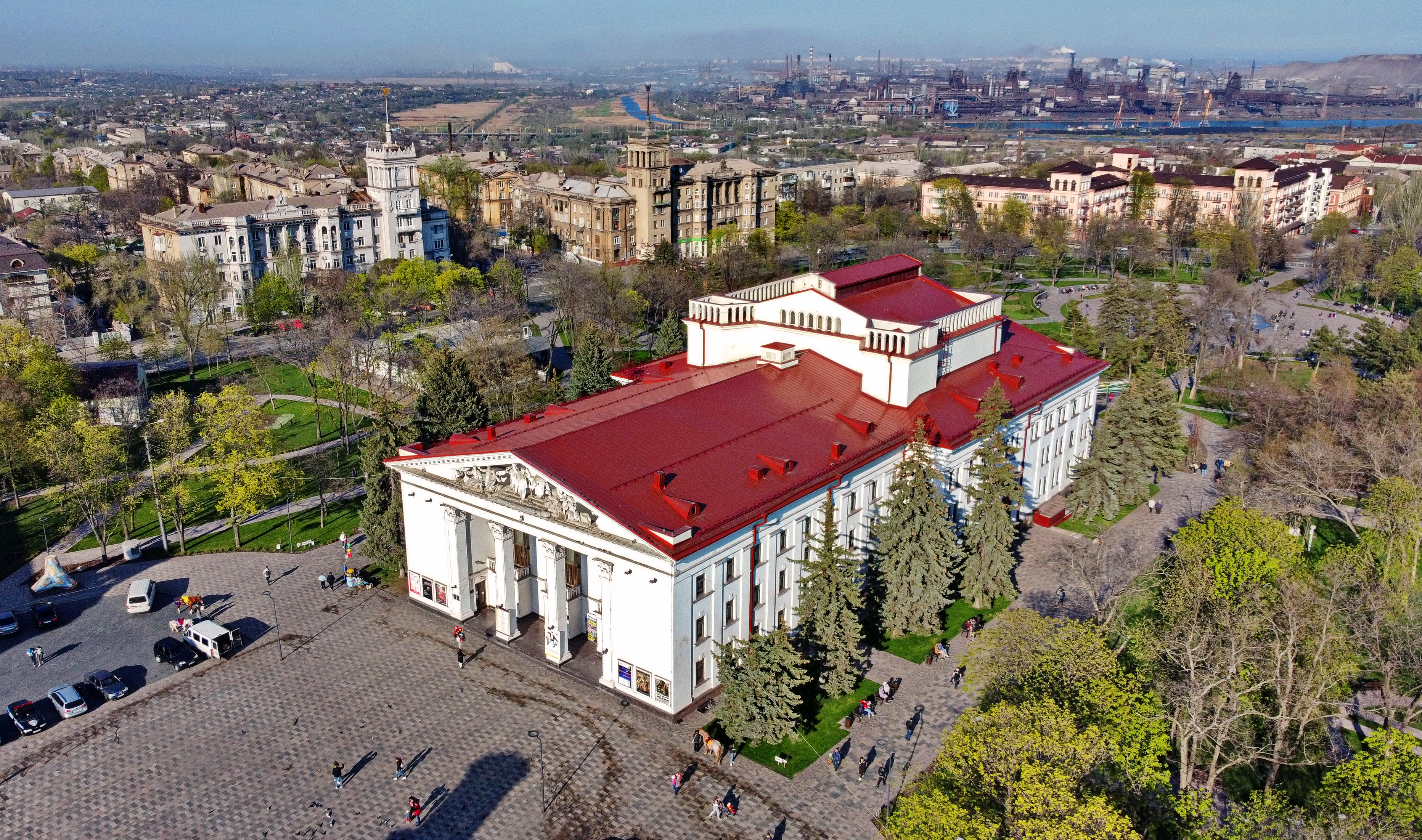
تئاتر در می ۲۰۲۱، ده ماه پیش از حمله هوایی

در ۲۴ فوریه، نیروهای مسلح روسیه با همکاری شورشیان هوادار روسیه، شهر بندری ماریوپل را محاصره کردند که منجر به مرگ‌ومیر سنگینی شد. منابعی مانند غذا، گاز و برق قطع شدند. تا ۱۷ مارس، شهردار ماریوپل، سرگی اورلوف، تخمین زد که ۸۰ تا ۹۰ درصد از شهر به دلیل گلوله‌باران ویران شده‌است.

### پناهگاه
تئاتر شهر در میان بسیاری از مکان‌های میراث فرهنگی اوکراین است که در طول آفند روسیه به اوکراین در سال ۲۰۲۲ تخریب شده‌اند. تصاویر ماهواره‌ای از تئاتر که در ۱۴ مارس ۲۰۲۲ گرفته شده‌است، کلمه روسی: дети به معنای «بچه‌ها» را نشان می‌دهد که در دو مکان بیرون از تئاتر در میدان و در تلاش برای شناساندن آن به نیروهای مهاجم به عنوان یک پناهگاه حمله هوایی غیرنظامی که کودکان نیز در آن هستند، نوشته شده‌است.
مقامات شورای شهر ماریوپول اظهار داشتند که این تئاتر بزرگترین پناهگاه حمله هوایی در شهر بود و در زمان حمله فقط زنان و کودکان در آن بودند. دیده‌بان حقوق بشر با پناهندگان ماریوپل دیدار کرد و آنها گفتند که در روزهای پیش از ۱۶ مارس، حدود ۵۰۰ تا ۸۰۰ نفر در این تئاتر پناه گرفته بودند. در ۱۰ مارس، بازیگر اوکراینی، دامیر سوهوف، از نیروهای روسی درخواست کرد تا محاصره را بشکنند و اجازه دهند زنان، کودکان و آسیب‌دیدگان بیرون بروند.

## آفند

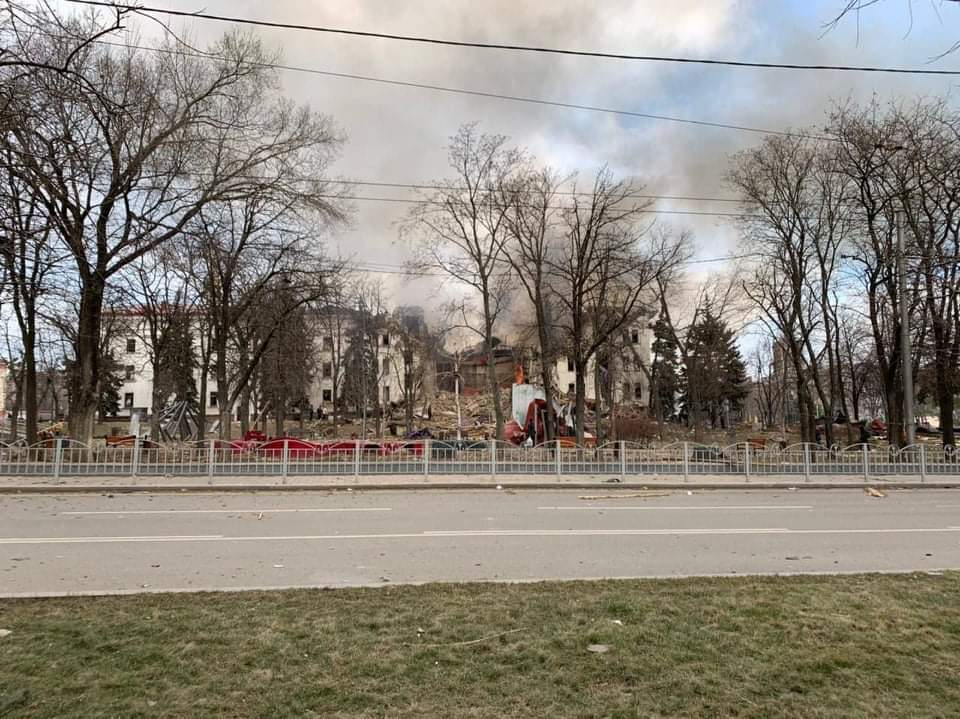
تئاتر به شدت آسیب دیده (نمای جاده).

در ۱۶ مارس، اوکراین نیروهای روسیه را به گلوله‌باران مناطق غیرنظامی در ماریوپل متهم کرد. توپخانه روسیه چندین مکان از جمله ساختمان استخر و کاروان وسایل ترابری را هدف قرار داد. سپس گلوله‌باران توپخانه، تئاتر را هدف قرار داد و ساختمان آن را به کلی ویران کرد.
در حالی که تخمین زده می‌شد که تئاتر در روزهای پیش از ۱۶ مارس، ۵۰۰ تا ۱۲۰۰ غیرنظامی را در خود جای می‌داده، آمار خسارت‌ها مشخص نبود. پناهگاه ضدبمب که در زیرزمین تئاتر بود از بمباران آسیب ندید. در پی این حمله، بسیاری از مردم زیر آوارهای سوزان تئاتر فروریخته محبوس شدند که گلوله‌باران مداوم در منطقه، تلاش‌ها برای نحات را پیچیده کرد.

## واکنش‌ها
زلنسکی رئیس‌جمهور اوکراین روسیه را به ارتکاب جنایت جنگی متهم کرد.
رسانه‌های روسیه به طور گسترده گزارش داده‌اند که وزارت دفاع روسیه مسئولیت بمباران را رد کرده و گردان آزوف را به طراحی و اجرای بمباران تئاتر متهم کرده‌است. این سازمان ادعا کرد که هیچ نیروی هوایی روسیه حمله هوایی در داخل شهر انجام نداده و گردان آزوف را در «گروگان‌گیری» غیرنظامیان و انفجار طبقات بالای تئاتر مقصر دانسته‌است.
وزیر فرهنگ ایتالیا، داریو فرانسکینی، پیشنهادی به دولت اوکراین برای بازسازی تئاتر ارائه کرد.